# Matt Salinger
Matthew Robert 'Matt' Salinger (Windsor (Vermont) (Windsor County), 13 februari 1960) is een Amerikaans acteur en filmproducent.

## Biografie
Salinger werd geboren in Windsor als zoon van J.D. Salinger, en doorliep de high school aan de Phillips Academy Andover in Andover (Massachusetts). Hierna ging hij naar de Princeton-universiteit in Princeton (New Jersey), hierna stapte hij over naar de Columbia-universiteit in New York waar hij afstudeerde in geschiedenis en drama.
Salinger begon in 1984 met acteren in de film Revenge of the Nerds, waarna hij nog meerdere rollen speelde in films en televisieseries.
Salinger is in 1985 getrouwden heeft hieruit twee kinderen.

## Filmografie

### Films
Uitgezonderd korte films.
- 2023 Paris Christmas Waltz - als Angelo
- 2021 The Ice Road - als CEO Thomason
- 2019 A Call to Spy - als William Donovan
- 2018 Wetware - als Mashita
- 2017 Love After Love - als Michael
- 2015 Nadie quiere la noche - als kapitein Spalding
- 2014 Learning to Drive - als Peter
- 2010 Harvest - als professor Wickstrom
- 2008 Pistol Whipped - als dealer
- 2005 Black Dawn - als Myshkin
- 2005 The Marksman - als ouder
- 2005 Bigger Than the Sky - als Mal Gunn
- 2003 Under the Tuscan Sun - als collega
- 2002 The Year That Trembled - als professor Jeff Griggs
- 1999 Let the Devil Wear Black - als politieagent
- 1998 What Dreams May Come - als dominee Hanley
- 1994 Babyfever - als James
- 1994 Fortunes of War - als Peter Kernan
- 1993 Firehawk - als Tex
- 1990 Captain America - als Steve Rogers / Captain America
- 1989 Options - als Donald Anderson
- 1987 Deadly Deception - als Jack Shoat
- 1986 Manhunt for Claude Dallas - als Claude Dallas jr.
- 1986 Blood & Orchids - als Bryce Parker
- 1986 Power - als Phillip Aarons
- 1984 Revenge of the Nerds - als Danny Burke

### Televisieserie
Uitgezonderd eenmalige gastrollen.
- 2004-2005 24 - als Mark Kanar - 2 afl.
- 1993-1994 Second Chances - als Mike Chulack - 6 afl.
- 1993 Picket Fences - als dr. Danny Shreve - 3 afl.

### Fimproducent
- 2010 New York Street Games - documentaire
- 2007 Love Comes Lately - film
- 2002 The Syringa Tree - film
- 2001 Plan B - film
- 2000 Meeting Daddy - film
- 2000 Four Dogs Playing Poker - film
- 1999 A Stranger in the Kingdom - film
- 1999 Let the Devil Wear Black - film
- 1997 Hacks - film
- 1997 Little City - film
- 1996 Mojave Moon - film
- 1994 Fortunes of War - film

- Biblioteca Nacional de España: XX4580814
- Bibliothèque nationale de France: cb140457100 (data)
- Gemeinsame Normdatei: 1061629147
- International Standard Name Identifier: 0000 0001 1764 0037
- Library of Congress Control Number: no2018015710
- Nederlandse Thesaurus van Auteursnamen: 073361070
- Virtual International Authority File: 54348614
- WorldCat: E39PBJhddVJ3bBDbM3Q43hDDv3